# Église Ulrique-Éléonore
L’église Ulrique-Éléonore (en finnois : Ulriika Eleonooran kirkko) était une église située sur l’actuelle place du Sénat d’Helsinki en Finlande.

## Histoire
L’église était à l’époque sur la Place de la Mairie appelée de nos jours Place du Sénat. Construite entre 1724 et 1727 sous la direction de Anders Hackenberg, elle fut nommée en l’honneur de la reine Ulrique-Éléonore de Suède. Le matériau de construction était le bois et l’église fut peinte en rouge.
Juste cent ans après sa construction, Helsinki devient la capitale du Grand-duché de Finlande et on pense à détruire l’église. La démolition est décidée en 1827. Comme de nombreux autres édifices de la capitale, l’église est remplacée par des monuments ambitieux sur la place du Sénat.
Les bûches furent vendues aux enchères et les objets de culte furent transférés dans la Vieille église d'Helsinki. De nos jours, ces objets appartiennent au Musée municipal d’Helsinki et sont visibles à la Maison Sederholm.
De nos jours, on peut entendre le tintement des anciennes cloches de l’église dans la cathédrale luthérienne d'Helsinki. En 1937, place du Sénat, on installe un médaillon en mémoire de l’église conçue par Gunnar Finne. La ville d’Helsinki a érigé une représentation en glace de l’église place du Sénat en 1997 et en 2000(fi).
Les contours du sol de l’église sont marqués sur la pavage de la place du Sénat.